# Goldene Maske

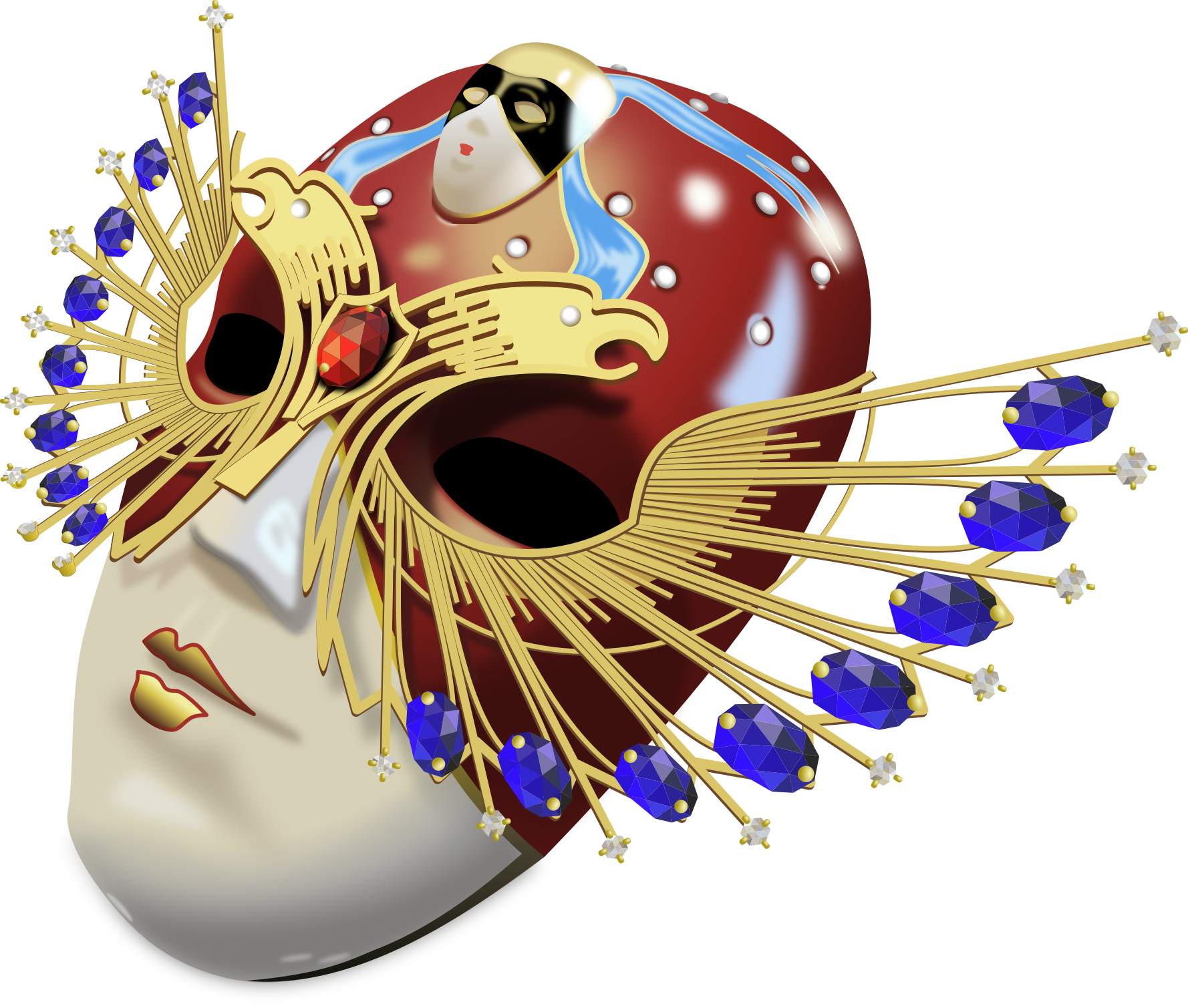
Goldene Maske

Die Goldene Maske (russisch: Solotaja Maska - Золотая Маска) ist ein alljährlich in Moskau verliehener national-russischer Theaterpreis. Ausgelobt wird er in verschiedenen Kategorien:
- Beste Inszenierung (Großes Schauspiel) und beste Inszenierung (Kleines Schauspiel)
- Beste Regie
- Bester Hauptdarsteller und beste Hauptdarstellerin
- Beste Nebenrolle
- Beste Puppentheaterinszenierung
- Innovationspreis

Goldene Maske ist auch gleichzeitig der Name der russischen Theaterveranstaltungsfirma, die die Nominationen aufstellt und die Veranstaltung durchführt. Die Firma ist russlandweit aktiv und richtet verschiedene kulturelle Veranstaltungen aus.